# Bewis de la Rosa
Beatriz del Monte (Madrid, 1994), más conocida por su nombre artístico Bewis de la Rosa, es una artista española, referente del rap rural en España.

## Trayectoria
Nació en la periferia de Madrid, aunque creció en el pueblo conquense Villamayor de Santiago. Comenzó a cursar el grado de Artes Visuales y Danza, iniciándose en danza contemporánea y teatro gestual. Se presentó a la prueba de acceso del Conservatorio Superior de Danza María de Ávila, en Madrid, donde se especializó en coreografía. Cursó un posgrado en el Centro de Investigación Teatral TNT-Atalaya de Sevilla.
Ha trabajado como bailarina, actriz, coreógrafa, investigadora, profesora de danza, poeta, pensadora y escritora de teatro. En 2014 fundó la compañía de danza y teatro-físico Malditas Lagartijas. A lo largo de su trayectoria ha explorado el teatro físico, la danza contemporánea, el hip hop, la performance y la escritura entre otros campos, con referencias a la cultura conquense. Formó parte de ópera de los Tres Centavos de Sario Téllez. Sus obras, como Un huevo, cuatro sardinas, No hay jazmines sin tomates o Alpiste para cabezas tristes han abordado temáticas como la ruralidad, la memoria y la perspectiva de género.
Debutó como rapera en 2021. En 2023 lanzó su primer disco, Amor más que nunca, que al año siguiente convirtió en un EP titulado Puchero de recena. Sus composiciones han explorado el rap, el hip-hop, el latín y el folclore. Ha actuado en festivales como el Boina Fest en Arenillas o el Soriel Son Raíz en Córdoba y en salas como la Capitol de Santiago de Compostela o Rucula Feminista de Asturias.

## Reconocimientos
En 2023 ganó el Premio Alcalá Suena junto con Gizzard. Además, fue reconocida con el premio Sziget Festival que le proporcionó la oportunidad de actuar en el festival del mismo nombre, el más relevante de Hungría. Además, fue seleccionada para actuar en el festival Gigante.